# جوزيف ألفرد كلارك
جوزيف ألفرد كلارك (بالإنجليزية: Joseph Alfred Clark)‏ هو سياسي أسترالي، ولد في 21 نوفمبر 1872، وتوفي في 25 أبريل 1951. حزبياً، نشط في حزب العمال الأسترالي. وقد انتخب عضو الجمعية التشريعية نيو ساوث ويلز.